# Bolax sulcipennis
Bolax sulcipennis är en skalbaggsart som beskrevs av Ohaus 1928. Bolax sulcipennis ingår i släktet Bolax och familjen Rutelidae. Inga underarter finns listade.